# Episodi de Le avventure di Gene Autry (terza stagione)
La terza stagione della serie televisiva Le avventure di Gene Autry è andata in onda negli Stati Uniti dal 14 luglio 1953 al 6 ottobre 1953 sulla CBS.
| nº | Titolo originale           | Prima TV USA      | Titolo italiano | Prima TV Italia |
| -- | -------------------------- | ----------------- | --------------- | --------------- |
| 1  | Thunder Out West           | 14 luglio 1953    |                 |                 |
| 2  | Outlaw Stage               | 21 luglio 1953    |                 |                 |
| 3  | Ghost Mountain             | 28 luglio 1953    |                 |                 |
| 4  | The Old Prospector         | 4 agosto 1953     |                 |                 |
| 5  | Narrow Escape              | 24 luglio 1953    |                 |                 |
| 6  | Border Justice             | 18 agosto 1953    |                 |                 |
| 7  | Gypsy Wagon                | 25 agosto 1953    |                 |                 |
| 8  | Bandidos                   | 1º settembre 1953 |                 |                 |
| 9  | Dry Gulch at Devil's Elbow | 8 settembre 1953  |                 |                 |
| 10 | Cold Decked                | 15 settembre 1953 |                 |                 |
| 11 | Steel Ribbon               | 22 settembre 1953 |                 |                 |
| 12 | Rio Renegades              | 29 settembre 1953 |                 |                 |
| 13 | Ransom Cross               | 6 ottobre 1953    |                 |                 |

## Thunder Out West
- Diretto da:
- Scritto da:

### Trama
- Interpreti: Gene Autry (sceriffo Gene Autry), Wendy Waldron (Lorna Evans), Lyle Talbot (George Evans), Harry Lauter (Jim Lear), William Fawcett (vecchio John Turner), Lane Chandler (reverendo Parker), Tom Tyler (Slender Thug in the White Hat), Larry Hudson (Thug in black hat), George Slocum (Hefty, Unshaven Thug), Pat Buttram (vice Pat Buttram)

## Outlaw Stage
- Diretto da:
- Scritto da:

### Trama
- Interpreti: Gene Autry (sceriffo Gene Autry), Don C. Harvey (Arnold Beeker), Steve Conte (Jim, 3rd Robber), Pierce Lyden (Red, Lead Robber), Edmund Cobb (Hank, Crowd Agitator), Frank Jaquet (dottore Moore), Kermit Maynard (Fred Manners, Stage Guard), Julian Upton (Spence, Wounded Robber), Harry Mackin (Johnny Peters), Pat Buttram (vice Pat Buttram), Frank Ellis (Mob member), Augie Gomez (cittadino), Jack Low (cittadino)

## Ghost Mountain
- Diretto da:
- Scritto da:

### Trama
- Interpreti: Gene Autry (Gene Autry), Eilene Janssen (Wilma Willy Markham), Clayton Moore (Slim Edwards - Conquistador), John Doucette (Brief Williams), Ross Ford (Prof. Donald Markham), Sandy Sanders (scagnozzo Saunders), Ewing Miles Brown (scagnozzo Rush Norton), Pat Buttram (Pat Buttram)

## The Old Prospector
- Diretto da:
- Scritto da:

### Trama
- Interpreti: Gene Autry (Gene Autry), Myron Healey (Les Wayland), Lyle Talbot (John Grimshaw), Terry Frost (Bill Daly), Ewing Mitchell (sceriffo), Bernard Szold (Hard Luck Finney), Sandy Sanders (vice), Pat Buttram (Pat), Augie Gomez (cittadino), Herman Hack (cocchiere), Jimmy Noel (spettatore dello scontro), Jack Tornek (cittadino)

## Narrow Escape
- Diretto da:
- Scritto da:

### Trama
- Interpreti: Gene Autry (Gene Autry), Sheila Ryan (Marcy Nevers), Rick Vallin (Big Tim Brady), William Henry (editore Bill Barker), George Pembroke (lo sceriffo), Marshall Reed (scagnozzo Coley), David Colmans (Jimmy Nevers), Pat Buttram (Pat Buttram), Gregg Barton (Monroe), Ray Jones (cittadino), Hank Mann (Barber), Frankie Marvin (Short Street Brawler), Bob Woodward (Bob)

## Border Justice
- Diretto da:
- Scritto da:

### Trama
- Interpreti: Gene Autry (Gene Autry), Sheila Ryan (Mimi), Don C. Harvey (Ramon Ortega), Steve Conte (Ralph, Cleanshaven Henchman), Pierce Lyden (scagnozzo con i baffi), Julian Upton (Jose), Edmund Cobb (sceriffo), Pat Buttram (Pat)

## Gypsy Wagon
- Diretto da:
- Scritto da:

### Trama
- Interpreti: Gene Autry (Gene Autry), Gloria Talbott (Herelda, Gypsy Girl), Myron Healey (Clyde, Outlaw Leader), Terry Frost (Spade - Henchman), Lyle Talbot (giudice Thaddeus Fawcett), Ewing Mitchell (sceriffo Clay Cody), Bernard Szold (Alonzo the Gypsy), Sandy Sanders (Sandy - Henchman), Pat Buttram (Pat), Bob Burns (Elder cittadino), Herman Hack (vice sceriffo), Ray Jones (cittadino), Frankie Marvin (Short cittadino), Jimmy Noel (cittadino), Jack Tornek (cittadino Giving Money), Bob Woodward (Corriere)

## Bandidos
- Diretto da:
- Scritto da:

### Trama
- Interpreti: Gene Autry (Gene Autry), Wendy Waldron (Verna Clayton), Harry Lauter (Frank Lassiter), Lyle Talbot (senatore Henry J. Murphy), William Fawcett (il sindaco), Lane Chandler (sceriffo Asa Wendell), Larry Hudson (Reed), Tom Tyler (Scagnozzo allampanato), Bobby Dominguez (Sombrero, the Boy), Pat Buttram (Pat Buttram), Frank Ellis (cowboy), Augie Gomez (cowboy on Fence), Jack Low (cowboy), George Slocum (Phil)

## Dry Gulch at Devil's Elbow
- Diretto da:
- Scritto da:

### Trama
- Interpreti: Gene Autry (Gene Autry), Clayton Moore (Bud, Kidnap Henchman), John Doucette (fuorilegge Boss), Ross Ford (Stubble-Faced Henchman), Joe McGuinn (sceriffo Higgins), Ewing Miles Brown (Lean, Lanky Henchman), Sandy Sanders (Chuck, Henchman Cook), Pat Buttram (Pat), Boyd Stockman (conducente della diligenza)

## Cold Decked
- Diretto da:
- Scritto da:

### Trama
- Interpreti: Gene Autry (Gene Autry), Stanley Andrews (Banker Ben Tansey), Al Bridge (sceriffo), Henry Rowland (Lee Strickland), Terry Frost (Snuffy - Second Cabin Henchman), Myron Healey (Blake, cittadino arrabbiato), Gregg Barton (Ridge - Henchman Guarding Tansey), Kenne Duncan (Ed Martin - Storekeeper), Ted Mapes (vice Tom), Bob Woodward (Thompson), Pat Buttram (Pat), William Fawcett (guardacaccia), Al Haskell (cittadino)

## Steel Ribbon
- Diretto da:
- Scritto da:

### Trama
- Interpreti: Gene Autry (Gene Autry), Gail Davis (Billie Carter), Robert Lowery (Blake Jessup), Terry Frost (Lait, Henchman in Vest), Richard Emory (Jeff Carter), John Hamilton (Dan Parker), Tom London (Ralph, Train Engineer), Rusty Wescoatt (Cole, scagnozzo con camicia a scacchi), Bob Woodward (Gives water tower warning), Pat Buttram (Pat Buttram), Frankie Marvin (macchinista del treno)

## Rio Renegades
- Diretto da:
- Scritto da:

### Trama
- Interpreti: Gene Autry (Gene Autry), Sheila Ryan (Corinne Sheldon), Stanley Andrews (Thad Trigg, Prospector), Myron Healey (scagnozzo Kansas), Effie Laird (Amelia Trigg), Lee Van Cleef (scagnozzo Hod), Harry Harvey (sceriffo), Pat Buttram (Pat Buttram), Al Haskell (cittadino), Ray Jones (cittadino), Jimmy Noel (cittadino)

## Ransom Cross
- Diretto da:
- Scritto da:

### Trama
- Interpreti: Gene Autry (Gene Autry), Gail Davis (Bonnie West), Robert Lowery (Ron Corness, capobanda), Terry Frost (scagnozzo Matt), Richard Emory, Rusty Wescoatt (scagnozzo Ed), John Hamilton (Jonathan Diggers), Tom London (Train Engineer), Bob Woodward (cittadino con cappello nero), Pat Buttram (Pat Buttram), Frankie Marvin (vice Jim)